# Kongsvinger Idrettslag
El Kongsvinger Idrettslag és un club esportiu noruec de la ciutat de Kongsvinger. El club va ser fundat el 31 de gener de 1892.

## Atletisme
La secció d'atletisme fa servir l'estadi Gjemselund fins 2009, que muntà les pistes el 1986. A partir de 2009, aquest estadi esdevingué només un camp de futbol, passant la secció a d'altres terrenys. Grete Kirkeberg és una de les atletes del club més destacades.

## Futbol
Té seccions de futbol masculí i femení.

## Hoquei Gel
La secció s'anomena Kongsvinger Knights creada el 27 de gener de 1961.

## Altres seccions
Altres seccions del club són handbol, esquí, patinatge sobre gel i gimnàstica.